# انتونیو زارتسانا
انتونیو زارتسانا (انگلیسی: Antonio Zarzana؛ زادهٔ ۲۱ مارس ۲۰۰۲) بازیکن فوتبال اهل اسپانیا است.
وی همچنین در تیم‌های ملی فوتبال زیر ۱۶ سال اسپانیا، زیر ۱۷ سال اسپانیا، و زیر ۱۸ سال اسپانیا بازی کرده‌است.